# Kościół Matki Bożej Królowej Polski w Trzemesznie Lubuskim
Kościół pw. Matki Bożej Królowej Polski w Trzemesznie Lubuskim – rzymskokatolicki kościół parafialny we wsi Trzemeszno Lubuskie, w gminie Sulęcin, w powiecie sulęcińskim, w województwie lubuskim. Należy do dekanatu Sulęcin. Mieści się przy ulicy Poznańskiej.

## Historia
Świątynia została wzniesiona w 1866 roku w stylu neogotyckim z cegły jako kościół protestancki. Po II wojnie światowej kościół został przejęty przez katolików i poświęcony na potrzeby ich kultu. Działania wojenne nie spowodowały uszkodzeń kościoła. Pierwotne wyposażenie budowli zostało wyniesione w niewyjaśnionych okolicznościach. Obecnie mieści się ono w Märkisches Museum w Berlinie. 
Repatrianci z Buczacza umieścili w kościele obraz Drogi Krzyżowej oraz krzyż znajdujący się nad amboną. W latach 50. XX wieku miejscowy rzemieślnik Józef Szełepko wyrzeźbił ołtarz główny i boczne. Obrazy, znajdujące się w świątyni, zostały namalowane przez panią Kozłowską.

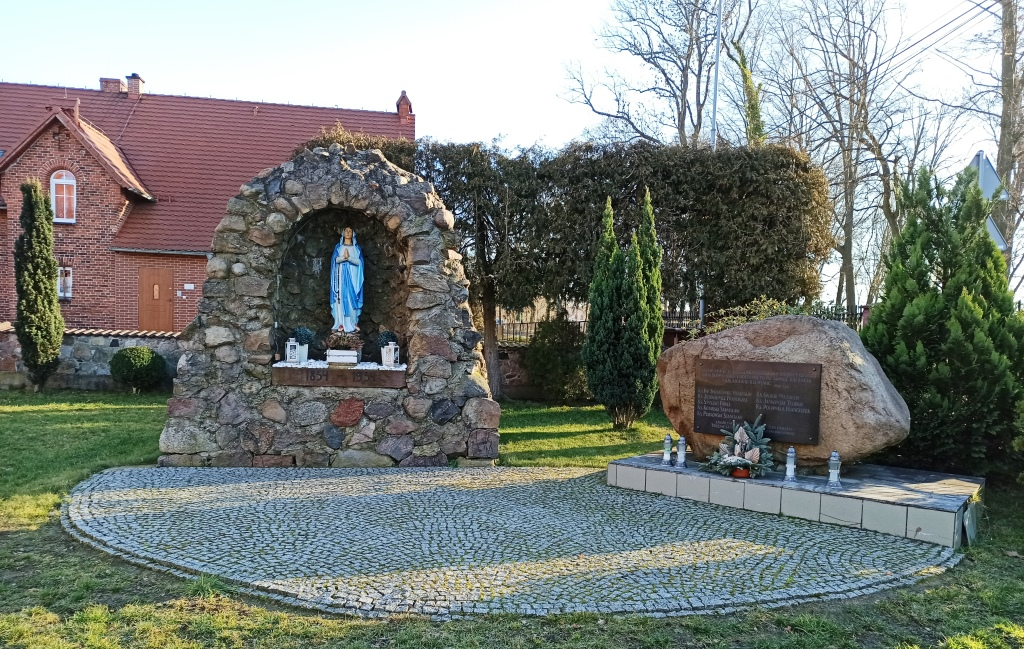
Kapliczka przy kościele